# Shane Filan
Shane Steven Filan (sinh 5 tháng 7 năm 1979) là một trong những ca sĩ hát chính của nhóm nhạc pop đến từ Ireland, Westlife. Filan là một trong năm thành viên gốc của Westlife, cùng với 3 thành viên hiện tại của nhóm Kian Egan, Mark Feehily và Nicky Byrne và thành viên cũ Brian McFadden.

## Tiểu sử
Filan là con trai của Peter và Mae Filan. Anh lớn lên ở Sligo, một thị trấn nhỏ ở tây bắc Ireland. Là em út trong một gia đình có bảy người con, anh có ba anh trai và ba chị gái: Finbarr, Peter Jr, Yvonne, Liam, Denise và Mairead. Bố mẹ anh có một quán ăn nhỏ ở Sligo, tên là Carlton Café và Shane đã sớm làm phục vụ ở đây khi còn rất nhỏ.
Filan theo học tại trường Trung học Summerhill, một trường học giáo dân, cùng Kian Egan và Mark Feehily. Cả ba người họ đã từng tham gia vào một vở kịch trường học tên Grease khi họ khoảng 12 tuổi. Nhà hát Hawkswell là một phần quan trọng trong sự nghiệp của họ. Shane là một fan hâm mộ của Michael Jackson và anh đã phát biểu đó là nguồn cảm hứng cho sự nghiệp âm nhạc của anh.

### Sự nghiệp âm nhạc
Trước Westlife, Egan và Feehily đã cùng với Filan tham gia một ban nhạc tên là IOYOU (hay I.O.U.) cùng với những người bạn khác ở Sligon là Derrick Lacey, Graham Keighron và Michael "Miggles" Garrett. Anh đã tự sáng tác ca khúc Together Girl Forever và nó đã được phát hành làm đĩa đơn của nhóm. Trong 6 tháng, mẹ của Shane, bà Mae Filan, đã tìm cách liên lạc với Louis Walsh (cũng là quản lý của Boyzone). May thay bà đã gặp được ông ấy và họ đã nói chuyện về ban nhạc của con trai bà. Một ban nhạc mới đã được thành lập, nhưng chỉ ba người của nhóm, Shane, Kian và Mark được tham gia, cùng với Nicky Byrne và Brian McFadden để thành lập nên Westlife.
Filan, cùng với Mark Feehily, Bryan McFadden là ca sĩ hát chính của Westlife. Album đầu tiên của họ đã phát hành tháng 11 năm 1999. Cùng với Westlife, Filan đã có được 28 đĩa bạch kim và đã bán được khoảng 40 triệu đĩa trên toàn thế giới.
Filan cũng là đồng tác giả của một số ca khúc với các thành viên còn lại của nhóm như:
- "Fragile Heart"
- "Bop Bop Baby" (Đĩa đơn hit và đã đạt tới #5 trên Bảng xếp hạng đĩa đơn Anh)
- "I Wanna Grow Old With You"
- "Don't Say It's Too Late"
- "Love Crime"
- "How Does It Feel"
- "Crying Girl"
- "Reason for Living"
- "Miss You When I'm Dreaming"

Anh cũng đã viết một số ca khúc cho các nghệ sĩ khác (cùng với thành viên cũ McFadden):
- "Listen Girl" hát bởi John Ostberg
- "Let Me Be the One" hát bởi Simon Casey (Shane là tác giả duy nhất)
- "Sei Parte Ormai Di Me" hát bởi Il Divo[3]

Ngày 26 tháng 4 năm 2010, một bài hát solo của Filan chưa được phát hành là "Beautiful In White" bị rò rỉ và phát tán trên Internet và đã trở nên nổi tiếng, tuy nhiên bài hát này bị nhầm lẫn là của Shayne Ward nhưng đã đính chính lại là của Shane Filan.

### Cuộc sống riêng
Filan cưới người bạn thời niên thiếu, Gillian Walsh (em họ của Kian Egan) ngày 28 tháng 12 năm 2003 tại Ballintubber Abbey, Ireland. Gillian đã sinh con gái đầu lòng Nicole Rose ngày 23 tháng 7 năm 2005. Đứa con thứ hai của họ là con trai, tên là Patrick Michael, sinh ngày 15 tháng 9 năm 2008. Ngày 5 tháng 7 năm 2009 (sinh nhật thứ 30 của anh), Shane thông báo rằng vợ chồng anh sắp có đứa con thứ ba và đến ngày 22 tháng 2 năm 2010, đứa con thứ ba của anh đã ra đời, được anh đặt tên là Shane Peter Filan.
Shane thích chơi golf trong thời gian rỗi, nhưng anh thích ngựa hơn nhiều. Anh và gia đình có hơn 70 con ngựa và chúng thường được tham gia vào các cuộc đua ngựa.